# Polis (Albânia)
Polis é uma comuna (em albanês:  komuna) da Albânia localizada no distrito de Librazhd, prefeitura de Elbasan.